# Didactylomyia arcana
Didactylomyia arcana är en tvåvingeart som beskrevs av Fedotova och Vasily S. Sidorenko 2003. Didactylomyia arcana ingår i släktet Didactylomyia och familjen gallmyggor. Inga underarter finns listade i Catalogue of Life.